# Ato Boldon
Ato Jabari Boldon (* 30. prosince 1973, Port of Spain) je bývalý vrcholový atlet, sprinter pocházející z Trinidadu a Tobaga.
V roce 1992 získal dvě zlaté medaile (100 m, 200 m) na juniorském mistrovství světa v jihokorejském Soulu.
Koncem 90. let minulého století patřil k nejlepším sprinterům světa. Získal mj. titul mistra světa v běhu na 200 metrů v Athénách v roce 1997 a také čtyři individuální olympijské medaile ve sprinterských disciplínách v Atlantě v roce 1996 a v Sydney v roce 2000. V roce 1998 získal na hrách Commonwealthu v Kuala Lumpuru zlatou medaili v běhu na 100 metrů. Ve stejném roce vybojoval na hrách dobré vůle v New Yorku zlatou medaili na dvoustovce a stříbro na poloviční trati. V květnu roku 2001 měl při závodech v kalifornském Walnutu pozitivní dopingový nález na efedrin. Za tento prohřešek dostal následně napomenutí.
Celkem 28krát běžel v kariéře pod 10,00 s a 8krát pod 9,90 s.[zdroj⁠?!] Jeho osobní rekord s hodnotou 9,86 s zaběhl v kariéře dokonce 4krát (což svědčí o nevyužitém potenciálu). Boldon měl však smůlu, neboť byl většinou zastíněn svým tréninkovým partnerem a vrstevníkem Mauricem Greenem.
Po ukončení kariéry se stal v letech 2006 a 2007 ve své domovské zemi politikem, v současnosti působí jako komentátor a analytik atletických přenosů na populárních televizních kanálech CBS a NBC.

## Osobní rekordy
- 60 m - 6,49 s (1997)
- 100 m - 9,86 s (1998, 1999)
- 200 m - 19,77 s (1997)